# 日本フリークライミング協会
特定非営利活動法人日本フリークライミング協会（にほんフリークライミングきょうかい、英語の名称："Japan Free Climbing Association"、略称:JFA）は、フリークライミングの普及および競技の振興を行う特定非営利活動法人（NPO法人）。

## 概要
1989年、北川勇人（故人）を中心に任意団体として結成される。当初は競技開催が中心で、1992年から2004年まではジャパンツアーを開催。その後は日本選手権とユース選手権の2大会を毎年各1戦ずつ開催してきた。2013年度に日本選手権とユース選手権は開催運営を公益社団法人日本山岳・スポーツクライミング協会に移管。2013年12月、NPO法人として再発足した。2014年2月時点での会員数は1,615名。主な活動としてはジャパンユースカップの共同開催、各地の岩場の整備、古くなったボルトの打ち替え（リボルト）、会報freefanの発行、クライミングの保険、ユース選手の育成などを行っている。

## スタッフ

### 2014年度役員
| 役職                                   | 名前                             |
| -------------------------------------- | -------------------------------- |
| 理事長                                 | 篠崎喜信                         |
| 副理事長、事務局                       | 山本和幸                         |
| 理事、事務局長、広報委員会、環境委員会 | 井上大助（関東地区）             |
| 理事、安全委員会                       | 有枝樹雄（関東地区）             |
| 理事、競技委員会                       | 伊東秀和（関東地区）             |
| 理事                                   | 牛澤敬一（九州地区、長崎県協会） |
| 理事                                   | 尾崎基文（近畿地区）             |
| 理事                                   | 北岡和義（四国地区）             |
| 理事                                   | 阪井学（中国地区、島根県協会）   |
| 理事                                   | 柳瀬昭史（中国地区）             |
| 監事                                   | 宮脇岳雄（東北地区）             |

## 関連団体
- 国際山岳連盟（英語版） (UIAA)
- 国際スポーツクライミング連盟 (IFSC)
- 日本山岳・スポーツクライミング協会 (JMSCA)